# Depew, New York
Depew är en ort (village) i Erie County i delstaten New York. Orten har fått namn efter politikern Chauncey Depew. Vid 2010 års folkräkning hade Depew 15 303 invånare.